# Sátão (freguesia)
Sátão es una freguesia portuguesa del concelho de Sátão, con 18,10 km² de superficie y 3721 habitantes (2001). Su densidad de población es de 205,6 hab/km².